# Mike Penders
Mike Penders (* 31. Juli 2005 in Maasmechelen) ist ein belgischer Fußballspieler, der als Leihspieler des FC Chelsea bei Racing Straßburg in der französischen Ligue 1 spielt. Er spielt als Torwart.

## Karriere
Penders begann mit dem Fußballspielen in der Jugend des Boorsem Sport und später bei Beersem Sport und KRC Genk. Sein Division 1A-Debüt gab er am Am 28. Juli 2024 gegen Standard Lüttich. Am 27. August 2024 unterschrieb er einen Vertrag beim englischen Erstligisten FC Chelsea, die ihn direkt wieder für eine Saison an Genk ausliehen. Im August 2025 folgte eine weitere einjährige Leihe zu Racing Straßburg.

## Nationalmannschaft
2021, 2022 und 2023 spielte Penders insgesamt vier Länderspiele für die belgische U-17 bzw. U-19-Nationalmannschaft.